# Stefan Barth (Drehbuchautor)
Stefan Barth (* 5. April 1967 in Hagen, Westfalen) ist ein deutscher Drehbuchautor, Romanautor und Regisseur.
Nach einem Studium der Film- und Fernsehwissenschaften, Anglistik und Amerikanistik an der Ruhr-Universität Bochum, begann er 1997 als Drehbuchautor für die RTL-Fernsehserie Der Clown sowie andere Fernsehformate, speziell Fernsehfilme, zu schreiben. Zu seinem Drehbuch des Spielfilms Motown führte er 2002 erstmals selbst Regie und konnte – trotz geringem Budget – Schauspieler wie Oliver Petszokat und Doreen Jacobi verpflichten.
2015 erschien sein erster Roman Drecksnest. Eine Verfilmung seines Romans Es war einmal in Deutschland erschien 2023 unter dem Namen Blood & Gold bei Netflix, bei der Barth ebenfalls das Drehbuch übernahm.

## Filmografie
Drehbuch
- 1997–2000: Der Clown (Fernsehserie) (19 Folgen)
- 1998: Der Träumer und das wilde Mädchen (Fernsehfilm)
- 2002: Die Frauenversteher – Männer unter sich (Fernsehfilm)
- 2003: Motown
- 2004: Das Blut der Templer (Fernsehfilm)
- 2005: Crazy Partners (Fernsehfilm),

- 2006: Was nicht passt, wird passend gemacht (Fernsehserie) (2 Folgen, Headautor)
- 2007: 29 und noch Jungfrau (Fernsehfilm)
- 2008: ProSieben Funny Movie (Fernsehfilmserie), Zwei Zivis zum Knutschen (Fernsehfilm)
- 2009: Ein Schnitzel für drei (Fernsehfilm)
- 2010: Im Spessart sind die Geister los (Fernsehfilm), Lasko – Die Faust Gottes (1 Folge)
- 2013: Heiter bis tödlich: Hauptstadtrevier (2 Folgen), Alarm für Cobra 11 – Die Autobahnpolizei (1 Folge)
- 2014: Heiter bis tödlich: Hauptstadtrevier (4 Folgen), Alarm für Cobra 11 – Die Autobahnpolizei (1 Folge)

- 2016: Allein gegen die Zeit – Der Film, Alarm für Cobra 11 – Die Autobahnpolizei (1 Folge)
- 2017: Auf der anderen Seite ist das Gras viel grüner, Alarm für Cobra 11 – Die Autobahnpolizei (2 Folgen)
- 2018: Die Heiland – Wir sind Anwalt (2 Folgen), Alarm für Cobra 11 – Die Autobahnpolizei (1 Folge)
- 2019: Alarm für Cobra 11 – Die Autobahnpolizei (1 Folge)
- 2020: SOKO Köln (1 Folge), Die Heiland – Wir sind Anwalt (4 Folgen)
- 2023: Blood & Gold (Fernsehfilm)

Regie
- 2003: Motown, Regie und Drehbuch